# Ira (Vermont)
Pour les articles homonymes, voir Ira.
Ira est une ville américaine située dans le Comté de Rutland, dans le Vermont. Selon le recensement de 2020, sa population est de 368 habitants.